# Mary Hoffman
Pour les articles homonymes, voir Hoffman.
Œuvres principales
- Série Stravaganza

Mary Hoffman, née le 20 avril 1945 à Eastleigh en Angleterre, est un auteur à succès et critique britannique.
Elle est l'auteur de la série fantastique Stravaganza.

## Biographie
Mary Hoffman fait ses études secondaires à la James Allen's Girls' School puis s'inscrit au Newnham College d'Cambridge.

## Œuvres

### SérieLet’s Read Together
1. (en) A Fine Picnic, 1986
2. (en) Animal Hide and Seek, 1986

### SérieStravaganza
1. La Cité des masques, Pocket Jeunesse, 2006 ((en) City of Masks, 2002)
2. La Cité des étoiles, Pocket Jeunesse, 2006 ((en) City of Stars, 2003)
3. La Cité des fleurs, Pocket Jeunesse, 2007 ((en) City of Flowers, 2005)
4. La Cité des secrets, Pocket Jeunesse, 2009 ((en) City of Secrets, 2008)
5. (en) City of Ships, 2010
6. (en) City of Swords, 2012

### Romans indépendants
- (en) Mermaid and Chips, 1989
- (en) The Ghost Menagerie, 1992
- (en) The Four-Legged Ghosts, 1993
- (en) Earth, Fire, Water, Air, 1995
- (en) Special Powers, 1997
- (en) A Vanishing Tail, 1997
- (en) Quantum Squeak, 1997
- (en) Clever Katya: A Fairy Tale from Old Russia, 1998
- (en) Sun, Moon and Stars, 1998
- (en) A First Myths Storybook, 1999
- (en) The Barefoot Book of Brother and Sister Tales, 2000
- (en) How to Be a Cat, 2001
- (en) Three Wise Women, 2002Écrit avec Lynne Russell.
- (en) Los Colores De Casa, 2003
- (en) Lines in the Sand, 2003
- (en) Amy, 2004

### Recueils de nouvelles
- (en) Bump in the Night, 1993
- (en) A Twist in the Tail: Animal Stories from Around the World, 1998
- (en) A First Book of Myths, 1999
- (en) Stacks of Stories, 1999
- (en) Puss in Boots and Other Stories, 2001
- (en) The Gingerbread Man and Other Stories, 2001
- (en) A First Book of Fairy Tales, 2001
- (en) Hansel and Gretel and Other Stories, 2002
- (en) Stories by Mary Hoffman, 2002